# Hang đá Long Môn
Hang đá Long Môn (giản thể: 龙门石窟; phồn thể: 龍門石窟; bính âm: Lóngmén Shíkū; nghĩa đen 'Hang đá cổng rồng') hay Hang động Long Môn là một trong số những ví dụ tốt nhất về nghệ thuật tạc khắc hang động Phật giáo tại Trung Quốc. Tại đây có hàng ngàn tượng Phật và các đệ tử của Đức Phật nằm cách thành phố Lạc Dương 12 km về phía nam thuộc tỉnh Hà Nam, Trung Quốc. Tại đây có nhiều hình ảnh, tranh vẽ, phù điêu đá được chạm khắc cả bên trong lẫn bên ngoài hang đá vôi nhân tạo của vách đá Hương Sơn (香山) và Dãy núi Long Môn chạy ở phía đông và tây. Sông Y chảy về phía bắc giữa hai dãy núi thường được gọi là Y Khuyết (伊阙, Cổng sông Y). Tên Long Môn bắt nguồn từ sự giống nhau của hai dãy đồi cản trở dòng chảy của sông Y tới cổng Trung Hoa điển hình đánh dấu lối vào phía nam của Lạc Dương. Long Môn có tới 100.000 bức tượng trong 2.345 hang động có chiều cao từ 1 inch (25 mm) tới 57 foot (17 m). Tại đây cũng chứa 2.500 bia đá và chữ khắc, do đó nó còn được gọi là "Rừng bia cổ đại", cũng như hơn 60 ngôi chùa Phật giáo. Nằm trong một khu vực tự nhiên tuyệt đẹp, các hang động được chạm khắc vào vách đá dài 1 kilômét (0,62 mi) dọc theo hai bên bờ sông. Phần lớn các hang động được xây dựng vào thời nhà Đường (60%), Bắc Ngụy (30%) và thời kỳ còn lại chiếm 10%. Bắt đầu xây dựng vào năm 493 dưới thời Bắc Ngụy với sự bảo trợ của hoàng đế, gia đình quý tộc, tướng lĩnh, nhóm tôn giáo.
Vào năm 2000, hang đá Long Môn được UNESCO công nhận là Di sản thế giới như là một biểu hiện nổi bật của sự sáng tạo nghệ thuật của con người, cùng sự hoàn hảo của một loại hình nghệ thuật và sự gói gọn của tinh tế văn hóa nhà Đường ở Trung Quốc. Cùng với hang Mạc Cao và Hang đá Vân Cương thì hang đá Long Môn là một trong ba địa điểm điêu khắc cổ đại nổi tiếng nhất ở Trung Quốc.

## Địa lý
Thung lũng được hình thành bởi sông Y là một nhánh của sông Lạc được bao quanh bởi hai dãy núi thấp là Tương Sơn (về phía đông) và Long Môn (về phía tây). Các hang động được hình thành trong một khu vực đá vôi dài 1 km của và được chạm khắc trên cả hai bờ sông. Hầu hết công việc được thực hiện ở bờ phía tây, trong khi bờ phía đông có số lượng nhỏ hơn, được dùng làm nơi ở cho các nhà sư.
Tại đây có khoảng 1.400 hang động với 100.000 tượng, một số trong đó có kích thước chỉ 1 inch (25 mm) trong khi bức tượng lớn nhất có chiều cao đến 57 foot (17 m). Ngoài ra còn có 2.500 bia đá cùng 60 ngôi chùa. Những hang động lớn nhất ở bờ phía tây ghi nhận là có từ thời Bắc Ngụy, Tùy, Đường trong khi các hang động bờ phía đông hoàn toàn được xây dựng trong thời nhà Đường. Rất nhiều các tác phẩm điêu khắc và chùa Phật giáo tại đây thể hiện sự tiến bộ trong phong cách khi có nhiều tượng là hình ảnh người phụ nữ và quan lại triều đình.

## Lịch sử
Trong thời kỳ Chiến Quốc, địa điểm xây dựng Long Môn từng là nơi tướng quân Bạch Khởi của nước Tần đánh bại lực lượng đồng minh nước Hàn và Ngụy. Lịch sử sớm nhất về quá trình hình thành hang đá là vào thời Bắc Ngụy Hiếu Văn Đế khi ông rời đô từ Đại Đồng về Lạc Dương, nơi mang giá trị biểu tượng khi đã từng là kinh đô của 13 vương triều. Các hang động được chạm khắc các hình tượng Phật giáo trong khoảng thời gian từ 493 đến 1127, theo bốn giai đoạn riêng biệt. Giai đoạn đầu tiên bắt đầu với triều đại Bắc Ngụy (từ năm 493 đến 534). Giai đoạn thứ hai chứng kiến sự phát triển chậm của các hang động vì bị gián đoạn do xung đột trong khu vực từ giữa năm 524 đến 626, dưới triều đại nhà Tùy (581-618) và  đầu triều đại nhà Đường (618-907). Giai đoạn thứ ba, là vào thời nhà Đường khi Phật giáo ở Trung Quốc phát triển mạnh mẽ và các hang động phát triển mạnh mẽ từ năm 626 đến giữa thế kỷ thứ 8. Giai đoạn cuối cùng là giai đoạn sau của triều đại nhà Đường kéo dài đến thời cai trị của Bắc Tống đã chứng kiến sự suy giảm trong quá trình hình thành hang động Long Môn. Nó đã kết thúc do ảnh hưởng từ cuộc chiến tranh giữa triều đại nhà Kim và Nguyên.
Năm 527, các hang động Hoàng Phủ Công được hoàn thành, và nó là một hang động lớn được bảo tồn tốt ở phía nam đồi Tây. Năm 675, động chùa Phụng Tiên ở phía nam đồi Tây được hoàn thành trong thời cai trị nhà Đường, đánh dấu giai đoạn sáng tạo thứ ba ở Long Môn. Người ta ước tính rằng, có đến 60% số hang động được nhìn thấy tại Long Môn xuất hiện trong khoảng thời gian này, từ năm 626 đến năm 755. Trong thời kỳ này, ngoài các hang động với những tượng Phật có kích cỡ khác nhau, một số ngôi chùa Phật giáo cũng được xây dựng trong không gian mở với phong cảnh tuyệt đẹp nằm trong quần thể này. Tuy nhiên, những công trình này hiện chủ yếu nằm trong đống đổ nát. Trong giai đoạn này, Đường Cao Tông và Hoàng hậu Võ Tắc Thiên đã cho tăng cường công việc khi họ trị vì tại Lạc Dương.

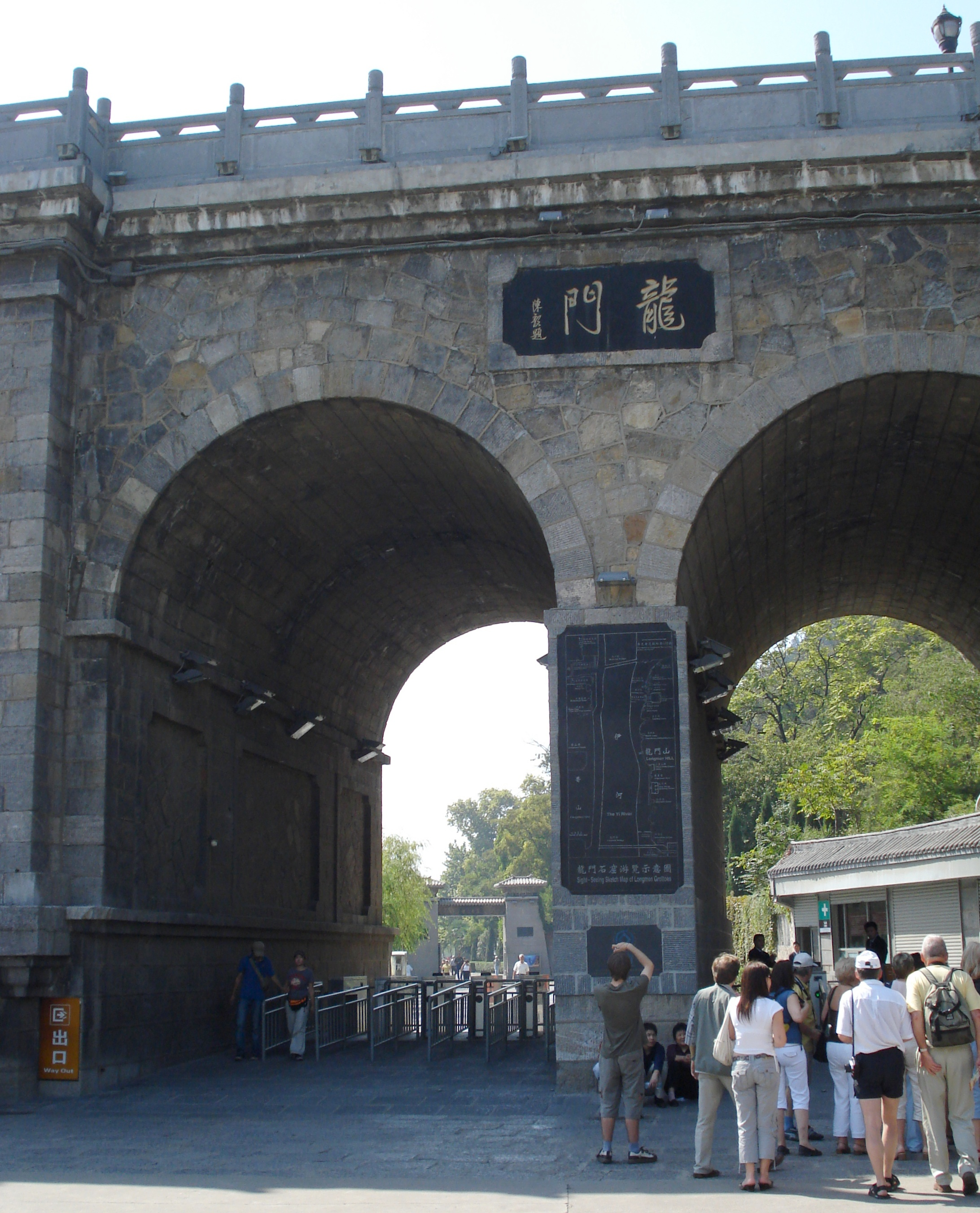
Lối vào Long Môn.

Trong giai đoạn 1368 đến 1912, khi hai triều đại cai trị ở Trung Quốc là nhà Minh từ năm 1368 đến năm 1644, và nhà Thanh từ năm 1644 đến năm 1912, đã có sự phục hưng văn hóa và các hang động Long Môn là di tích được công nhận ở cấp quốc gia và quốc tế.
Trong Chiến tranh Trung-Nhật lần thứ hai, người Nhật đã cướp phá địa điểm này và đưa nhiều bức tượng về Nhật Bản. Nhiều hiện vật quan trọng của Long Môn hiện đang ở trong bảo tàng Nhật Bản.
Trong những năm 1940, Long Môn bị phá hoại nghiêm trọng do kết quả của tình trạng bất ổn chính trị. Với việc thành lập Cộng hòa Nhân dân Trung Hoa vào năm 1949, các hang động đã được tuyên bố là khu vực được bảo vệ và đang được bảo tồn theo Hiến pháp của Trung Quốc. Cơ quan Quản lý di tích Long Môn được thành lập vào năm 1953 và trực thuộc Bộ Văn hóa. Hội đồng Nhà nước tuyên bố Long Môn là một di tích văn hóa cấp quốc gia cần được bảo vệ đặc biệt vào năm 1961. Năm 1982, nó là một trong những thắng cảnh đầu tiên cấp tỉnh được bảo vệ. Năm 1990, Văn phòng Quản lý và Bảo tồn được đổi tên thành Viện Nghiên cứu Hang đá Long Môn và chính quyền nhân dân thành phố Lạc Dương trở thành người chịu trách nhiệm quản lý di tích. Tổ chức này sau đó đổi tên thành Học viện Nghiên cứu Hang đá Long Môn vào năm 2002.
Các hiện vật chính tại Long Môn đã bị các nhà sưu tập cổ vật phương Tây săn lùng trong giai đoạn đầu thế kỷ 20, số khác thì bị phá hủy trong Đại Cách mạng Văn hóa vô sản. Hiện có hai bức tranh tường thu thập từ hang động được trưng bày tại Viện bảo tàng Mỹ thuật Metropolitan ở New York và Bảo tàng Nghệ thuật Nelson-Atkins ở Kansas.

## Hang động chính

### Bắc Ngụy
- Động Cổ Dương: Là hang động lâu đời nhất tại Long Môn nằm ở trung tâm của đồi Tây. Nó được tạc khắc theo lệnh của Bắc Ngụy Hiếu Văn Đế vào năm 478, sau khi ông đã cho rời kinh đô từ Đại Đồng về Lạc Dương. Tại đây có các tượng Phật giáo được điêu khắc rất tốt cùng 800 chữ khắc thư pháp của các tác phẩm thời Bắc Ngụy.[5] Hang động có ba hình tượng lớn nhất với Thích Ca Mâu Ni ở giữa, hai bên là Bồ Tát. Tại đây có khoảng 800 chữ khắc, nhiều hơn bất kỳ hang động nào tại Trung Quốc.[3]
- Động Tân Dương: Tại đây có ba hang động nhỏ hơn là Tân Dương Bắc (hang số 104), Tân Dương Trung (hang số 140) và Tân Dương Nam (hang số 159), trong đó nổi bật nhất là Tân Dương Nam với một tượng Thích Ca Mâu Ni và bốn vị Bồ Tát được xây dựng vào năm 500 và hoàn thành vào năm 523. Tại hang động này có hai bức phù điêu lớn của đám cưới hoàng gia của Bắc Ngụy Hiếu Văn Đế nhưng đã bị đánh cắp vào giữa những năm 1930 và hiện được trưng bày tại Viện bảo tàng Mỹ thuật Metropolitan và Bảo tàng Nghệ thuật Nelson-Atkins.
- Động Liên Hoa
- Động Ngụy Tự
- Động Hoàng Phủ Công

### Tùy
- Động Tân Dương Nam (159)

### Đường
- Chùa Phụng Tiên
- Động Vạn Phật
- Động chùa Tiềm Khê (20)
- Chùa Khán Kinh
- Động Đại Vạn Ngũ Phật
- Động Tân Dương Bắc (104)

Hang đá Long Môn
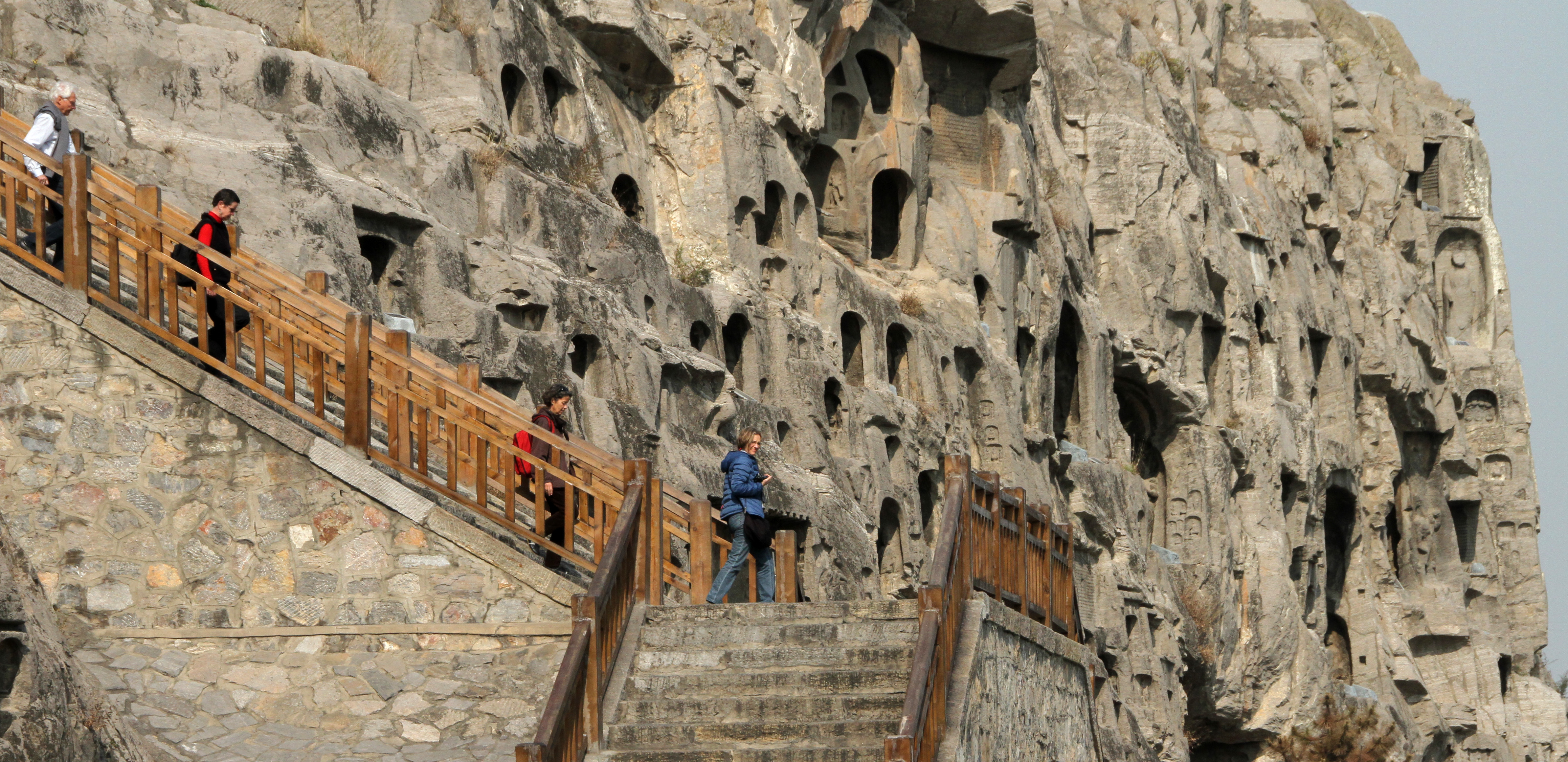
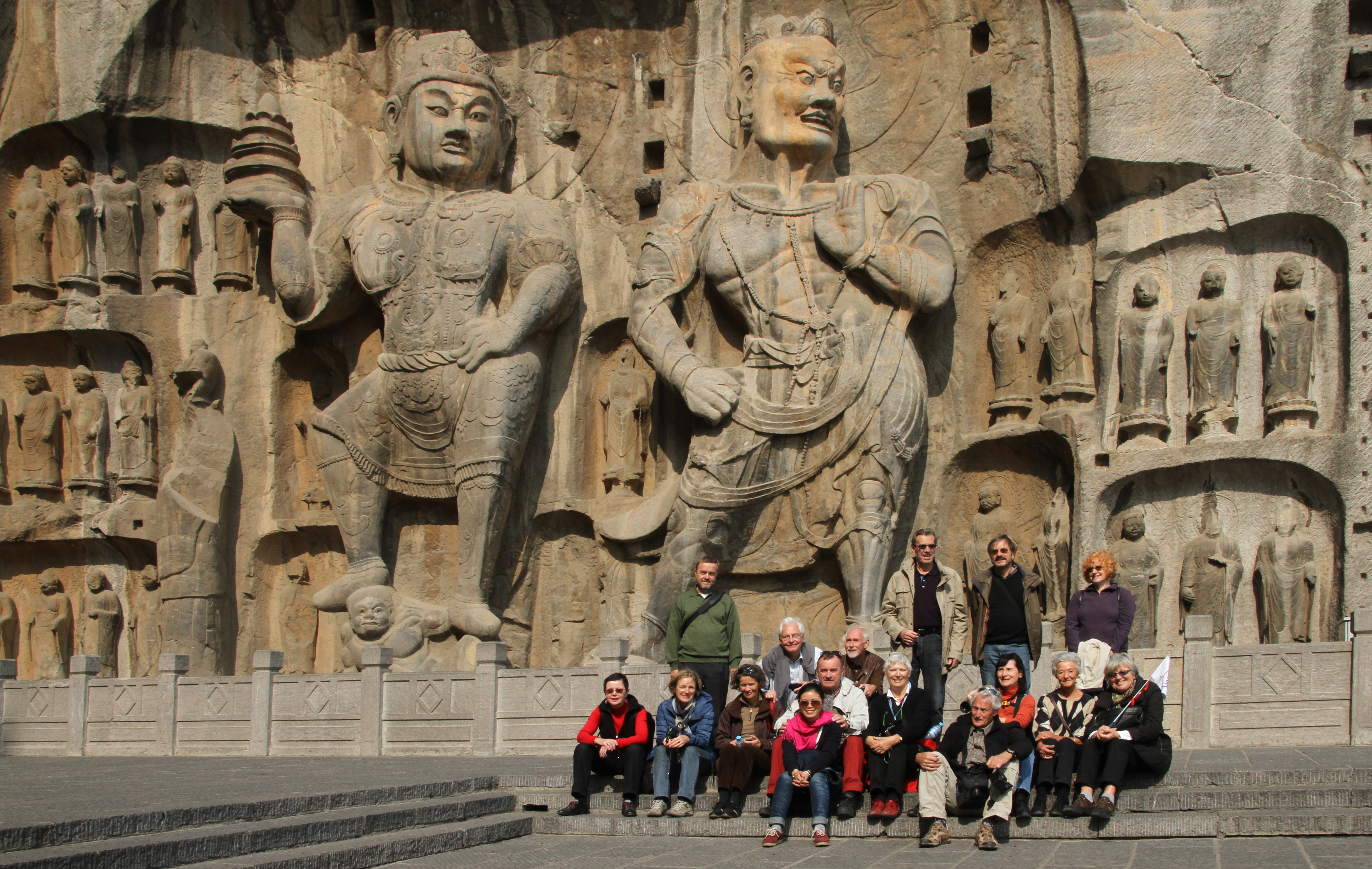
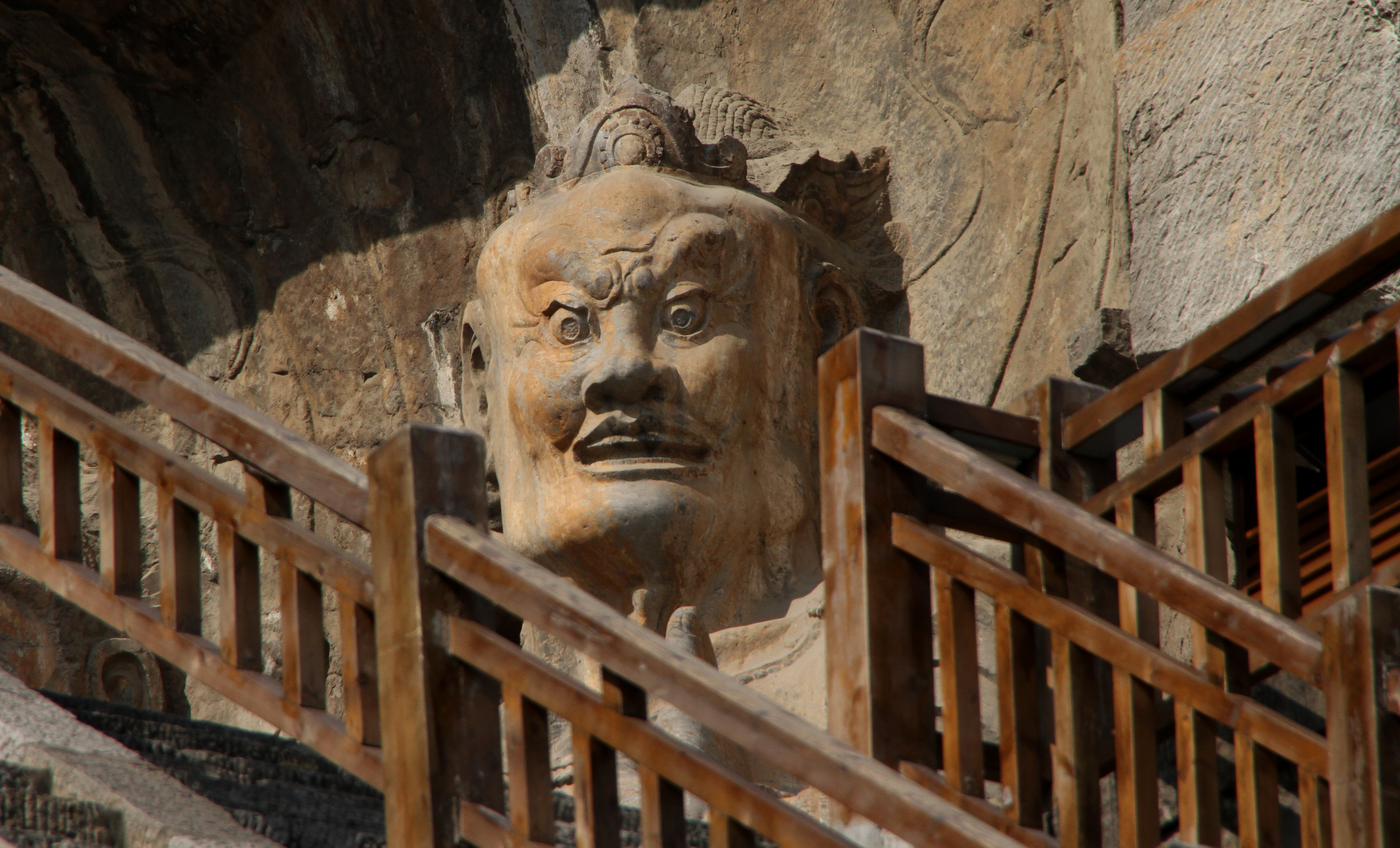
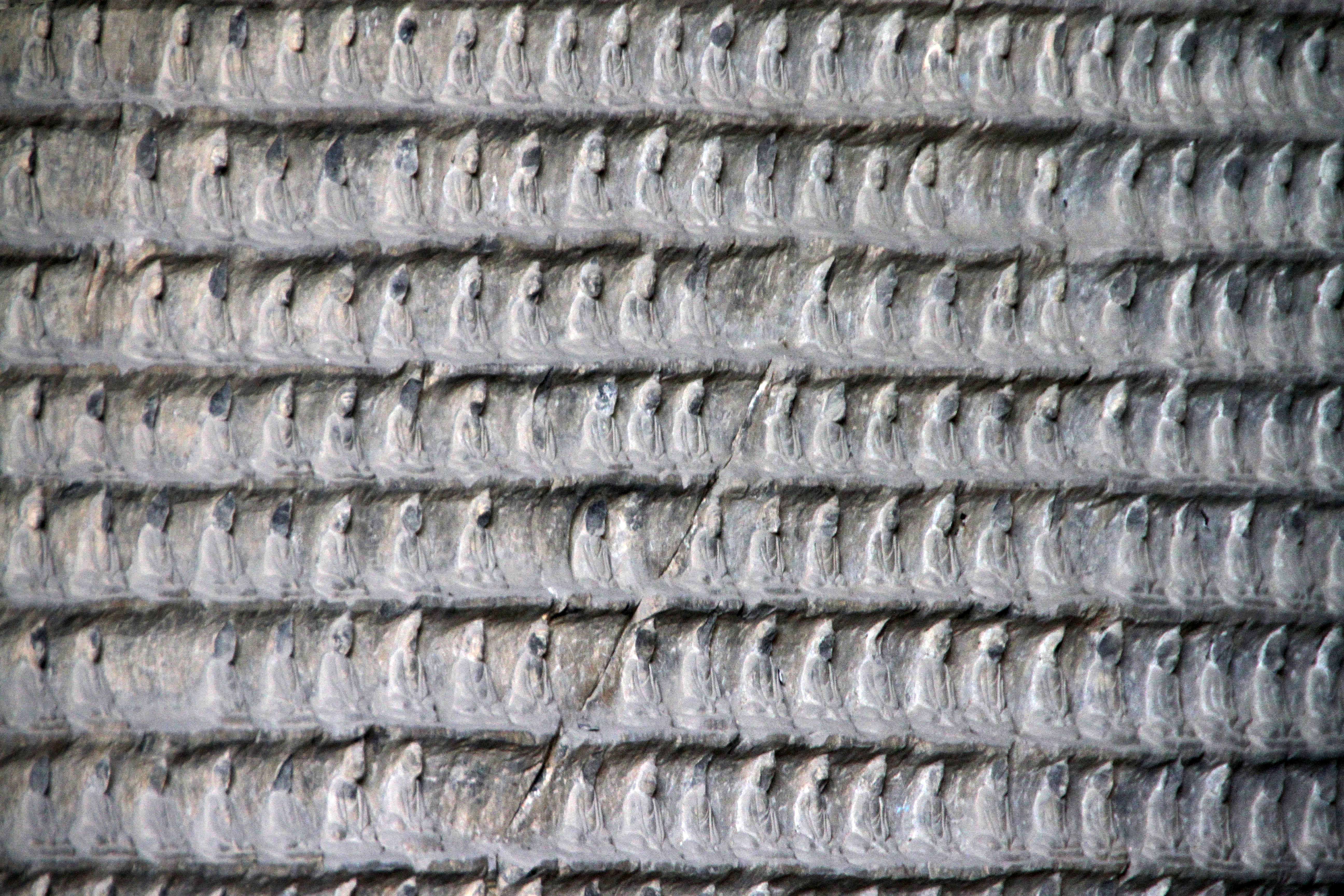
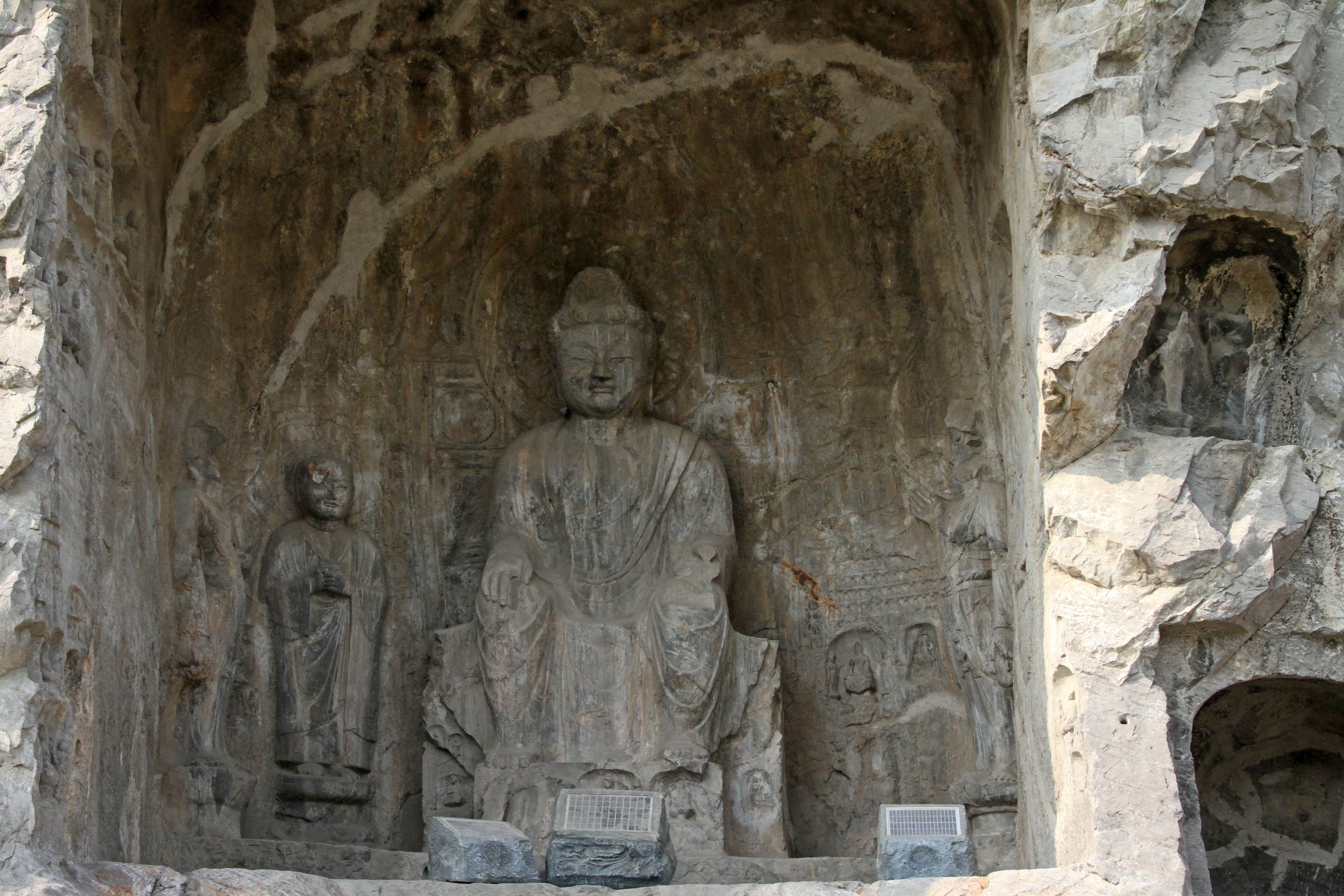
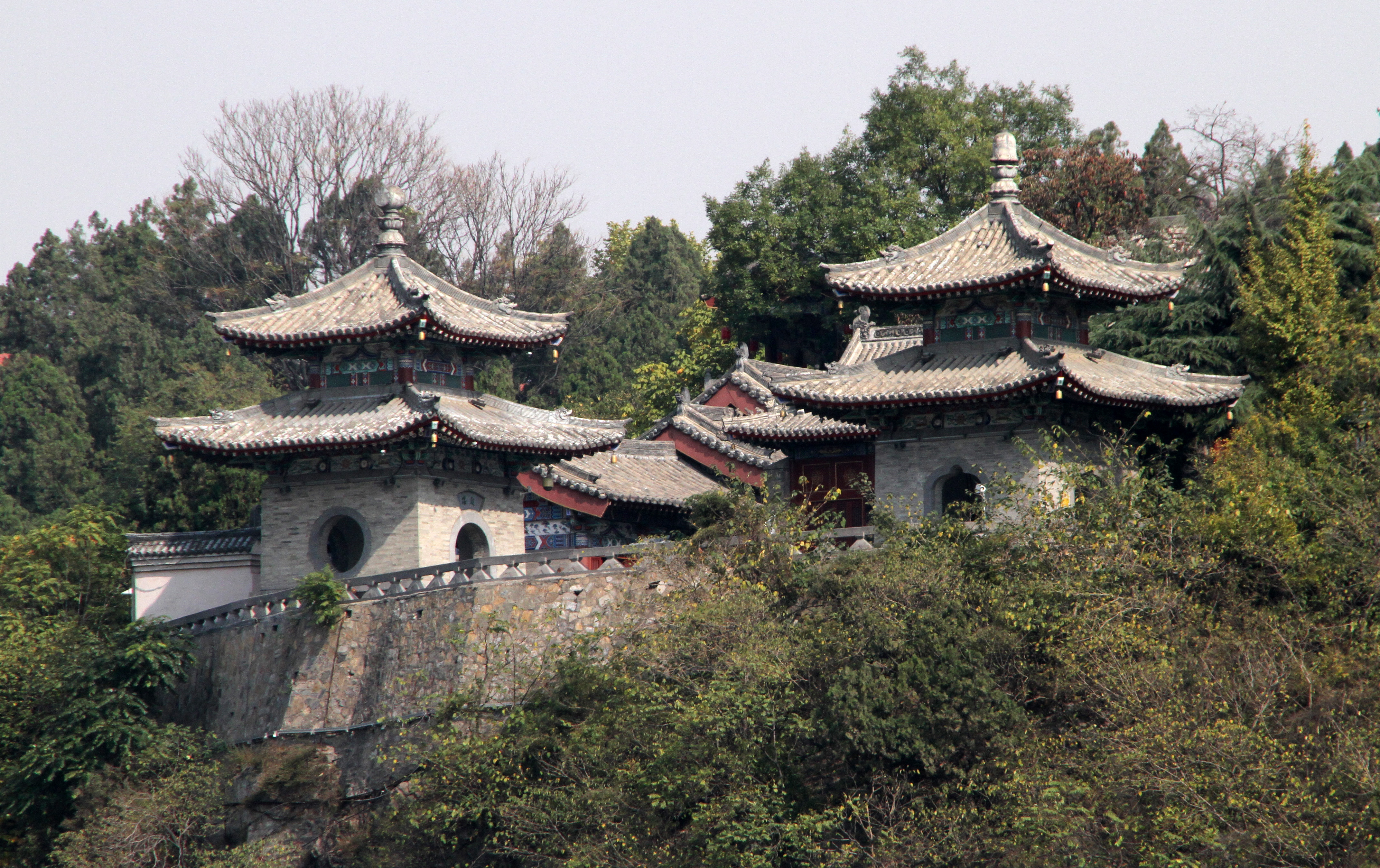